# Panoor
Panoor é uma vila no distrito de Kannur, no estado indiano de Kerala.

## Demografia
Segundo o censo de 2001, Panoor tinha uma população de 16 288 habitantes. Os indivíduos do sexo masculino constituem 46% da população e os do sexo feminino 54%. Panoor tem uma taxa de literacia de 82%, superior à média nacional de 59,5%: a literacia no sexo masculino é de 83% e no sexo feminino é de 81%. Em Panoor, 12% da população está abaixo dos 6 anos de idade.